# Ceratozaury (rodzina)
Ceratozaury (Ceratosauridae) – rodzina dinozaurów z grupy ceratozaurów (Ceratosauria).
Żyły w okresie późnej jury i kredy na terenach obu Ameryk, Afryki i Europy.
Były to średniej wielkości teropody – długość ciała do 9 m.
Do rodziny Ceratosauridae aktualnie zalicza się dwa rodzaje: ceratozaur i geniodektes.